# Satyrus iskander
Satyrus iskander är en fjärilsart som beskrevs av Andrej Nikolajewitsch Avinoff och Sweadner 1951. Satyrus iskander ingår i släktet Satyrus och familjen praktfjärilar. Inga underarter finns listade.